# Кульбит (роман)
«Кульбит» (яп. 宙返り Тю:гаэри) — роман Кэндзабуро Оэ, опубликованный в 1999 году издательство «Коданся» в двух томах. Это крупнейшее по объёму сочинение писателя стало первым после завершения трилогии «Пылающее зелёное дерево», за которой последовал многолетний период молчания. «Кульбит» ознаменовал переход к позднему периоду творчества Оэ. Основные темы романа — возникновение и распад новых религий, обречённость человека на молчание со стороны трансцендентного, молитва. В числе материалов и событий, которые легли в основу произведения, — библейские Книга Ионы и Послание к Ефесянам, деятельность Аум Синрикё, поэзия Р. С. Томаса, смерть от рака близкого друга писателя композитора Тору Такэмицу, а также очередная реконструкция мифологии родной деревни Оэ (Осэ) на острове Сикоку. 
Название романа отсылает к стержневому для этого произведения эпизоду — отречению лидеров секты от своего учения, окрещенному в прессе «Кульбитом».

## Переводы
- Kenzaburo Oe. Somersault. Translated by Philip Gabriel. — New York: Grove Press, 2003. — 570 с. — ISBN 0802117384.